# Apristus europaeus
Apristus europaeus es una especie de escarabajo de la familia Carabidae.

## Distribución geográfica
Se distribuye por la mitad occidental de Europa: España, Portugal, Francia (incluyendo Córcega), Italia (incluyendo Sicilia y Cerdeña), Suiza y Gran Bretaña.